# عنيزان (الدوادمي)
مركز عنيزان؛ هو مركزٌ إداري تابعٌ لمحافظة الدوادمي في منطقة الرياض، ويصنف من فئة (ب) ورمزها 1136.